# 筒井站 (青森縣)
40°48′20″N 140°46′12″E / 40.80556°N 140.77000°E
筒井站（日语：／ Tsutsui eki */?）是一個位於日本青森縣青森市筒井3丁目，由青森鐵道（青い森鉄道）經營的青森鐵道線沿線車站。

## 背景
本站位於東青森及青森之間，是青森鐵道初設的新站。此站的設置目的是讓公司可從通勤、通學利用客流方面增加收入。本車站的設置工程由2012年6月下旬開始至翌年10月之間進行。新站總工程費達約7億日圓，並由日本政府、青森縣政府及青森市政府負擔各三分之一的費用。本站於建設初期以筒井新作為暫名，並於2013年6月正名為筒井。

## 車站結構
車站位於青森縣道40號旁邊的「筒井通」，主體建於原來接駁至架空橋的路堤上，並因應車站的規劃及將來的交通發展，把貼近路堤的部份房屋進行拆卸，拆卸後近筒井通的空地用作為上行月台的出入口及升降機樓；而下行月台一方的道路亦擴闊了，並且加建了露天私家車停車場，而架空橋下方的空地原本並沒有利用，開站後則變為單車停泊區。
車站採用簡易車站模式運作，而在路堤的邊沿設立了一座以組合屋組裝而成的候車室。前方設有玻璃窗，並配有頭頂感應式的自動玻璃門，候車室內除了配有數排獨立座位式候車座椅外，也放置了一部輕觸式螢幕自動售票機。候車室左側、靠向下行月台樓梯另建有一座儲物室。候車室前房則放置了多部自動販賣機及自助照相館。

### 月台配置
因應車站在原有的路軌上加建，所以採用了2個側式月台設計，並且各自設有對應的樓梯及升降機，連接月台與路面的出入口皆位於月台末端向東青森方向，兩個月台皆以工字鐵及鋼板所組成，並且在路堤和路面上加固。月台與地面之間相距約為7米，長度則約90米，有效長度為四輛。靠近出入口的部份月台亦加設了上蓋，其中上行月台為約25米，下行月台長達40米。不過，兩個月台上均不設有任何的月台設施，其車站站牌亦只是懸掛在圍欄上。
| 月台 | 路線        | 方向 | 目的地                     |
| ---- | ----------- | ---- | -------------------------- |
| 1    | ■青森鐵道線 | 上行 | 淺蟲溫泉、野邊地、八戶方向 |
| 2    | ■青森鐵道線 | 下行 | 青森方向                   |

## 歷史
- 2012年6月25日：開始建設[4]。
- 2013年6月27日：正名為筒井[5][6]。
- 2014年3月15日：開業。
- 2021年3月13日：隨時間表改正，JR東日本與青森鐵道共同營運的青森至大湊區間，停靠小湊站的下北號列車停駛[7][8]。

## 使用人數
《青森縣統計年鑑》及《青森市統計書》均沒有刊載有關本車站的使用量。而根據國土交通省「國土數值情報」，本站是撇除與JR共營的青森站及八戶站後，使用量第二高的車站，排在三澤站之後，也比起可轉駁JR大湊線的野邊地站還高。
以下為本站1日平均上下車人次：
| 乘降人員推算 | 乘降人員推算     |
| 年度         | 1日平均 乘降人次 |
| ------------ | ---------------- |
| 2013         | 875              |
| 2014         | 754              |
| 2015         | 1,106            |
| 2016         | 1,320            |
| 2017         | 1,479            |
| 2018         | 1,589            |
| 2019         | 1,602            |
| 2020         | 1,396            |
| 2021         | 1,447            |
| 2022         | 1,499            |

## 車站周邊
本站位於青森縣道40號青森田代十和田線與青森縣道27號青森浪岡線附近，青森市營巴士的「下筒井」與「筒井中學校前」車站之間。
另外，附近有青森縣立青森高等學校，乘客在本站啟用前若要乘搭鐵路，要透過巴士或單車才能到達2公里以外的東青森。因而在交通接駁方面，本站的啟用顯然大幅改善了通學環境。
- 青森縣立青森高等學校
- 青森市立筒井中學
- 青森市立筒井小學

## 相鄰車站
青森鐵道
■青森鐵道線
■普通
東青森－筒井－（青森信號場）－青森

## 外部連結
- 青森鐵道筒井站 （页面存档备份，存于）（日語）